# Stazione di Capocroce
Stazione di Capocroce vasútállomás Olaszországban, Sonnino településen.

## Vasútvonalak
Az állomást az alábbi vasútvonalak érintik:
- Velletri-Terracina-vasútvonal

## Kapcsolódó állomások
A vasútállomáshoz az alábbi állomások vannak a legközelebb:
- Stazione di Frasso
- Stazione di Priverno-Fossanova